# نهائي كأس إيطاليا 1984
نهائي كأس إيطاليا 1984 هي المباراة النهائية من منافسة كأس إيطاليا 1983–84، أقيمت المباراة في 1984، بين فريقي هيلاس فيرونا، ونادي روما، وفاز فيها نادي روما، وكان حكم المباراة باولو كازارين.